# 奧切列圖瓦捷 (瓦西利基夫卡區)
48°20′27″N 36°5′25″E / 48.34083°N 36.09028°E
奧切列圖瓦捷（烏克蘭語：Очеретувате），是烏克蘭的村落，位於該國中部第聶伯羅彼得羅夫斯克州，由瓦西利基夫卡區負責管轄，距離多布羅維爾利亞2公里，2001年人口54。